# Eduardo Bonilla
Eduardo Javier Bonilla Menchaca (Santiago de Chile, 25 de septiembre de 1952),Hijo del General Oscar Bonilla (Ministro de Defensa de la Dictadura Militar) y Mary Menchaca),diplomático chileno, actual embajador de Chile en Jamaica. Ha sido Cónsul en Génova y Milán, Italia (1984-1987), Cónsul en Los Ángeles EE. UU. (1988-1989), Cónsul General en Madrid, España (1999–2004) y Cónsul General en Mendoza, Argentina (2006 -2011).

## Biografía
Estudió en el Colegio Verbo Divino y egresó del Instituto Nacional. Inició estudios de Ingeniería Mecánica en la Universidad de Santiago y se graduó en la Academia Diplomática “Andrés Bello”. En 1974 ingresó al Servicio Diplomático.
En su trayectoria diplomática ha ejercido como Tercer Secretario en la Embajada de Chile en Paraguay (1978-1980) y como Segundo Secretario en la Embajada en Colombia (1981-1982). Posteriormente, Cónsul en Génova y Milán, Italia (1984-1987) y Cónsul en Los Ángeles EE. UU. (1988-1989). Consejero en la Embajada en Colombia (1992-1997), Cónsul General en Madrid, España (1999 – 2004) y Cónsul General en Mendoza, Argentina (2006 -2011), en cuyo período ejerció de Presidente de varios Comités de Integración entre ambos países.
En el Ministerio de Relaciones Exteriores ha cumplido funciones en la Dirección de América del Sur, Dirección de Política Especial, Dirección de Planificación, Jefe de Gabinete de Dirección General Administrativa, Jefe de Gabinete de Dirección General Económica, Dirección de Protocolo, Subdirector del Personal, Director de Servicios Consulares, Director para Comunidad de Chilenos en el Exterior.
Al momento de su designación como Embajador de Chile en Jamaica (2012), Eduardo Bonilla se desempeñaba como Director de Política Consular. En esa calidad ejercía la Presidencia de la Conferencia Sudamericana de Migraciones.
Del mismo modo, durante el período 2011-2012 le correspondió presidir la delegación de Chile ante la XI Conferencia Sudamericana sobre Migraciones (Brasilia, 2011) y la II Reunión del Consejo de Integración Social entre Chile y Perú (Santiago, 2012). Participó en las deliberaciones del Grupo de Trabajo sobre Movilidad de Personas de Negocio de la Alianza del Pacífico (Santiago, Bogotá y Lima, 2012).
Posteriormente, en el marco del Diálogo CELAC- UE sobre Migraciones, ejerció la Presidencia CELAC de la VI Reunión de Alto Nivel sobre Migraciones en Bruselas en mayo de 2012.
Por último, en el marco de la implementación del programa “VIF Migrante” con Argentina, presidió la Delegación de Chile y ejerció la copresidencia del Primer Encuentro Binacional en abril de 2012, así como de los Encuentros Provinciales en las Provincias de Santa Cruz y Mendoza.
Actualmente está casado con Martha Lucia Agonh Barbosa y tiene una hija, María Camilla.